# Amondawa
Amondawa – plemię odkryte przez antropologów w 1986 r., zamieszkujące brazylijski stan Rondônia; jedna z trzech podgrup ludu Uru-Eu-Uaw-Uaw.
Badania prowadzone przez naukowców różnych specjalności (m.in. psychologa prof. Chrisa Sinha z Uniwersytetu w Portsmouth, lingwistę Wany Sampaio i antropologa Vera da Silva Sinha) dowiodły, że w języku używanym przez Indian z tego szczepu nie istnieje pojęcie czasu w takim sensie, w jakim pojmuje go współczesny cywilizowany człowiek. Dla Amondawa czas dzieli się tylko na dzień i noc oraz pory suchą i deszczową. Mogą oni np. mówić o różnych zdarzeniach czy też ich całych sekwencjach, nie posiadają jednak odpowiednich językowych narzędzi do umiejscawiania ich w czasie. Nie posiadają również określeń na wiek człowieka, lecz zmieniają wraz z upływem czasu imiona lub status społeczny – co świadczy o ich wieku.
Język amondawa jest zagrożony wyginięciem, gdyż po kontakcie plemienia z cywilizacją zastępuje go portugalski.